# Resolució 688 del Consell de Seguretat de les Nacions Unides
La Resolució 688 del Consell de Seguretat de les Nacions Unides, adoptada el 5 d'abril de 1991 després de rebre cartes dels representants de França, Iran i Turquia i expressant la seva preocupació per la repressió política del poble iraquià, inclòs el Kurdistan Iraquià, el Consell va condemnar la repressió i va exigir que l'Iraq, com a contribució a l'eliminació de l'amenaça a la pau i la seguretat internacionals, posés fi a la repressió i respectés els drets humans de la seva població.
El Consell va insistir que l'Iraq permetés l'accés de les organitzacions humanitàries internacionals a les zones afectades, demanant al Secretari General de les Nacions Unides que informés sobre les poblacions iraquians i kurdes afectades per la repressió de les autoritats iraquianes, utilitzant tots els recursos possibles per atendre les necessitats de la població. També va exigir a l'Iraq que cooperés amb el secretari general i les organitzacions internacionals per ajudar els esforços de l'ajuda humanitària.
La resolució va ser aprovada per deu vots a favor, tres en contra (Cuba, el Iemen i Zimbàbue) i dues abstencions (la República Popular de la Xina) i l'Índia).
França, el Regne Unit i els Estats Units van utilitzar la Resolució 688 per establir zones d'exclusió aèria a Iraq per protegir les operacions humanitàries a l'Iraq, tot i que la resolució no va fer una referència explícita a cap zona d'exclusió aèria.